# Tour Zamansky
La tour Zamansky ou tour de Jussieu est un bâtiment du 5e arrondissement de Paris. Située au milieu du campus Pierre-et-Marie-Curie (Jussieu), elle abrite les services administratifs de Sorbonne-Université. Elle porte le nom de Marc Zamansky, doyen de la Faculté des sciences de Paris de 1963 à 1970. Elle est couramment appelée « tour de Jussieu » par les Parisiens, et « tour centrale » ou simplement « la tour » par les usagers du campus. L'expression « la tour » y désigne également souvent, par métonymie, les services administratifs eux-mêmes.
Haute de 90 mètres, c'est le 115e plus haut bâtiment d'Île-de-France. Elle se compose de 28 niveaux : un rez-de-chaussée, deux mezzanines, 24 étages ordinaires et un étage technique. Sur le toit de l’immeuble se trouvent quatre mats porteurs d’antennes diverses, portant la hauteur totale à 93 mètres.

## Historique

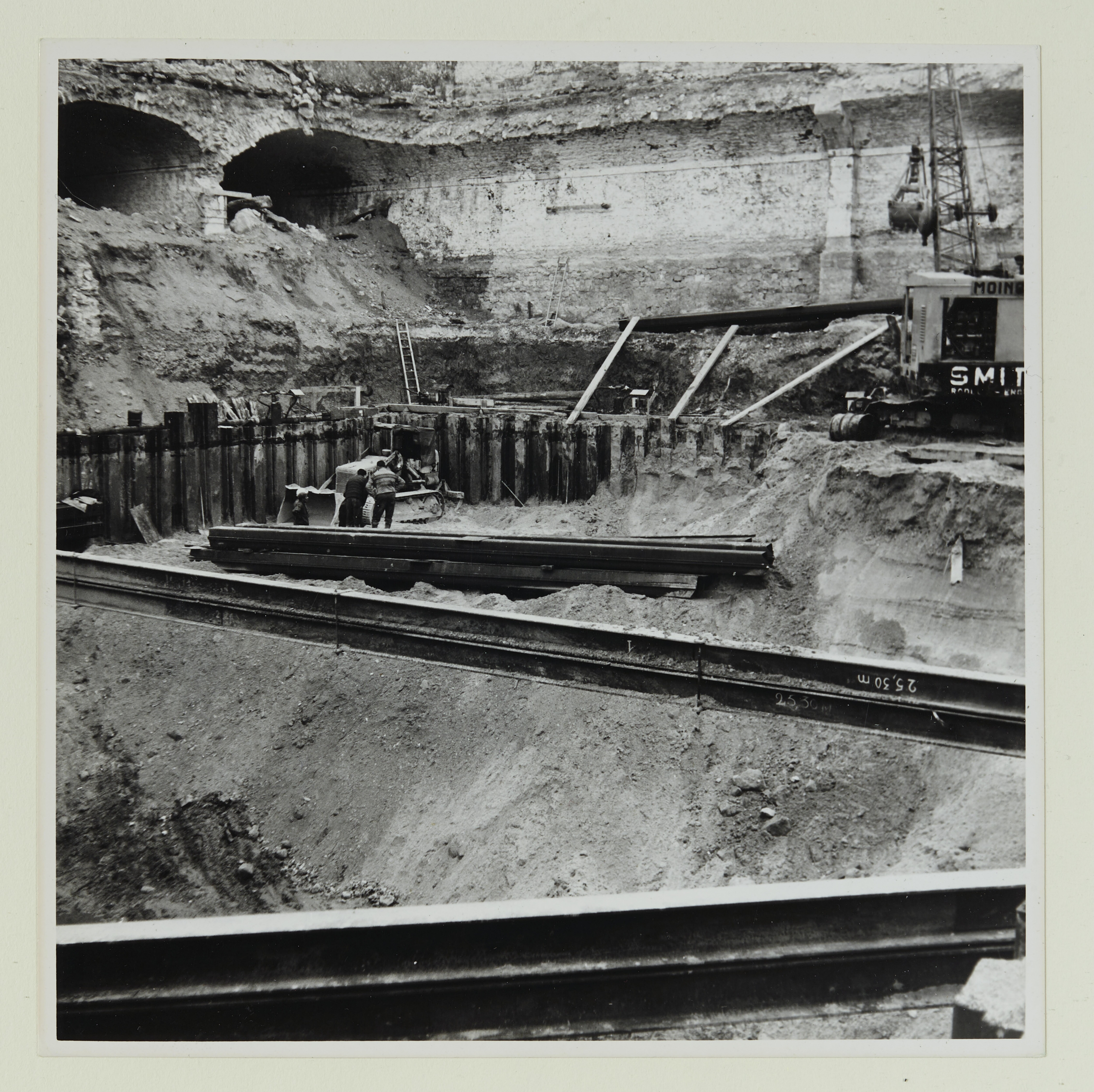
Photographie en noir et blanc du CPCU vue de la fouille depuis la centrale béton, 1965.

À la fin des années 1950, la faculté des sciences de Paris cherche à s’agrandir. Les premiers bâtiments du campus de Jussieu sont construits. Édouard Albert projette ensuite la construction d’un quadrilatère comprenant une tour. À sa mort, le projet fut ensuite modifié par les architectes Cassan, Coulon et Richard. La tour est finalement construite en 1970. 
Lors de la réhabilitation du campus, la question de la destruction de la tour s’est posée, en raison notamment de sa faible rentabilité mais il aurait alors été difficile de trouver une surface équivalente. La tour est évacuée et désamiantée à partir de 2004. Le chantier en lui-même débute fin 2006, dirigé par l’architecte Thierry Van de Wyngaert. Le 22 juin 2009, la tour est remise à l’université Paris VI.

## Record d'ascension

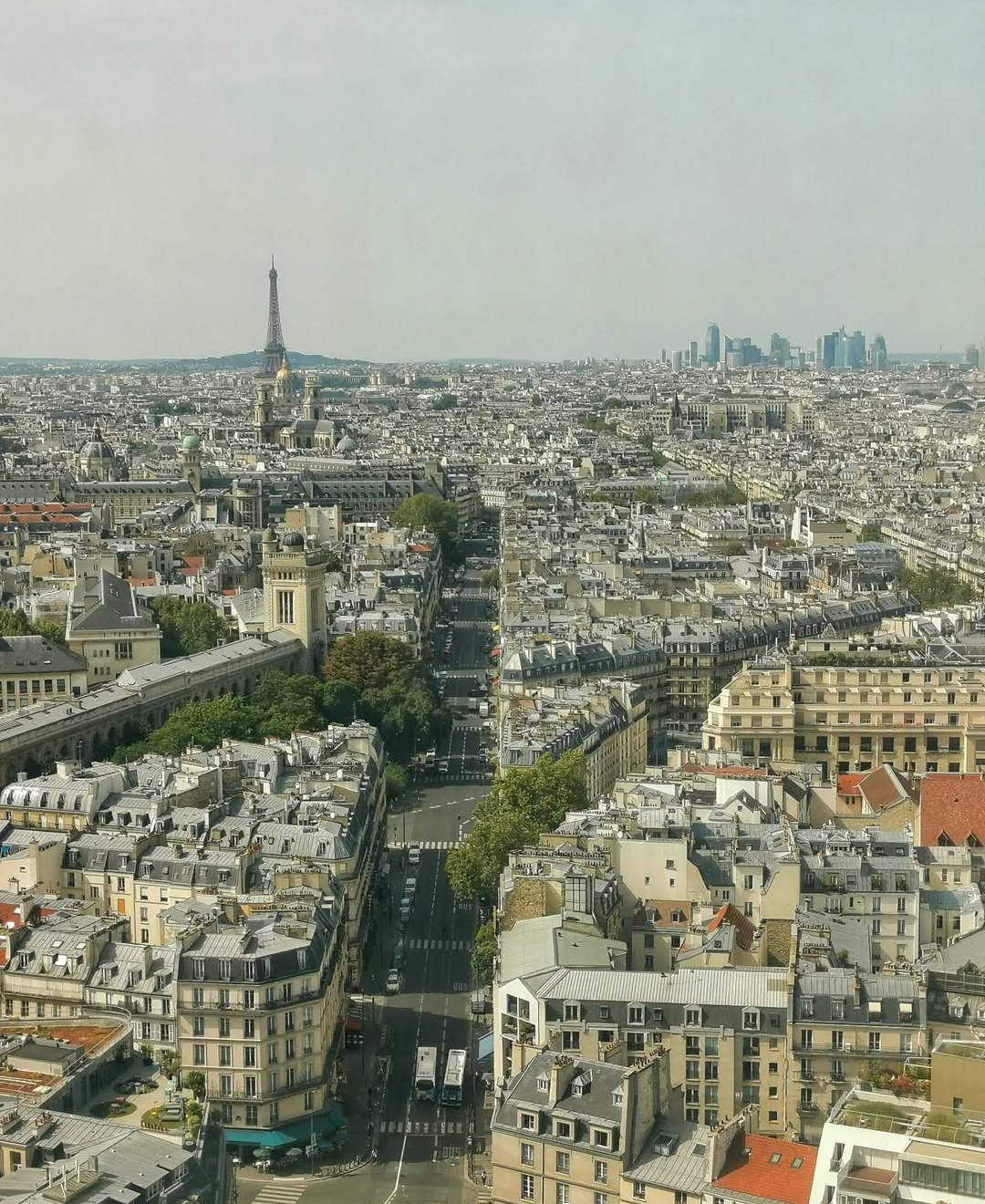
Vue depuis le haut de la Tour Zamansky

En 2016, après la rénovation, la tour Zamansky est utilisée pour une compétition de course verticale dans ses escaliers, pour marquer l'inauguration du campus de Jussieu le 30 septembre. Le record d'ascension masculin (départ donné sur le parvis devant la tour 45) est de 2 minutes et 26 secondes.
Une seconde édition de la course verticale a lieu le 4 Juin 2024, durant laquelle un record féminin est établi en 3 minutes et 35 secondes.
De plus, en septembre 2018, un record de l'heure (nombre maximum d'ascensions et descentes en une heure) a été établi à 10 aller-retours plus 6 étages, ce qui correspond à 286 étages (920 mètres de dénivelé positif) et 280 étages (900 mètres de dénivelé négatif) en 1 heure.

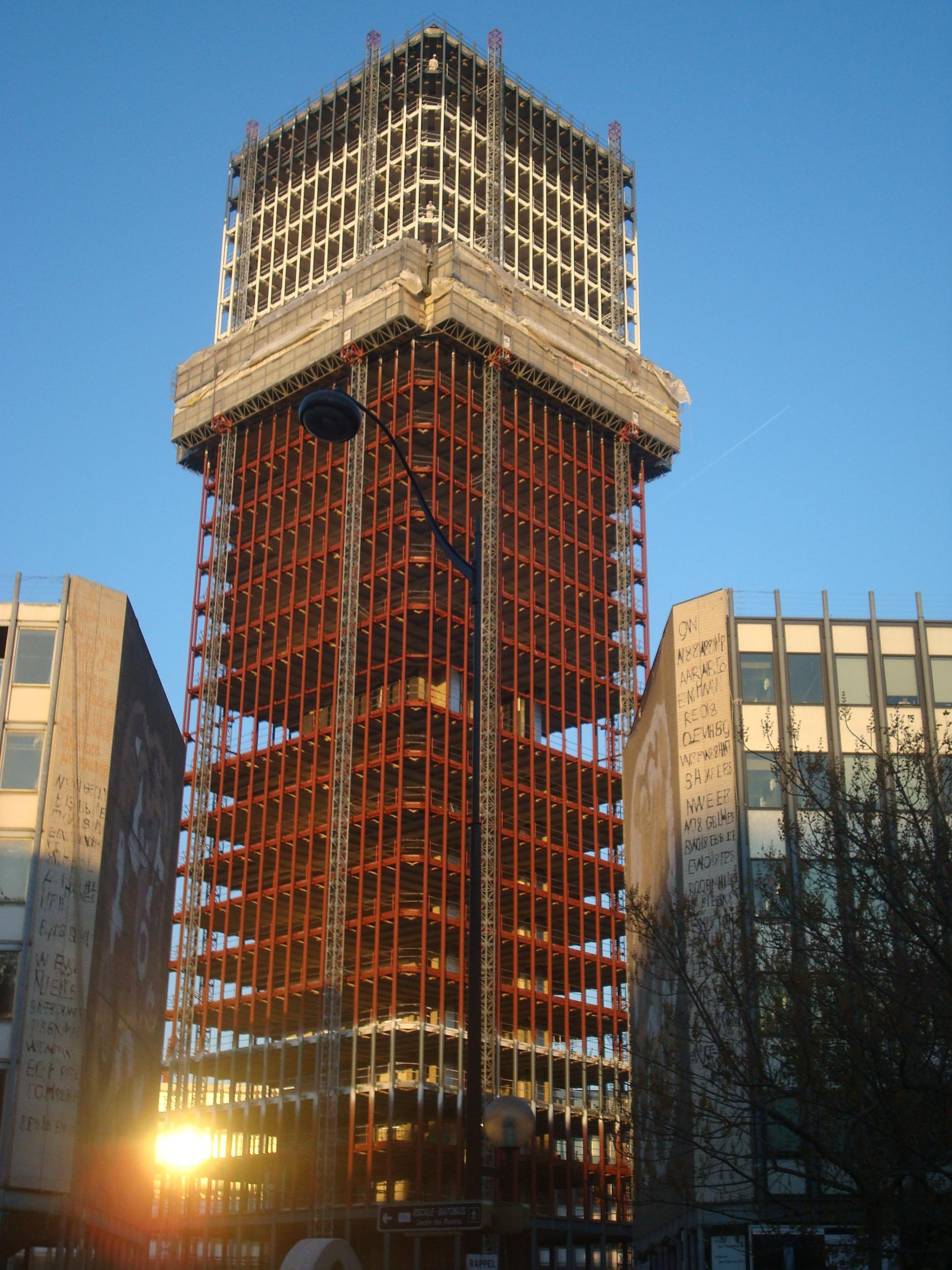
En 2007, après le désamiantage.
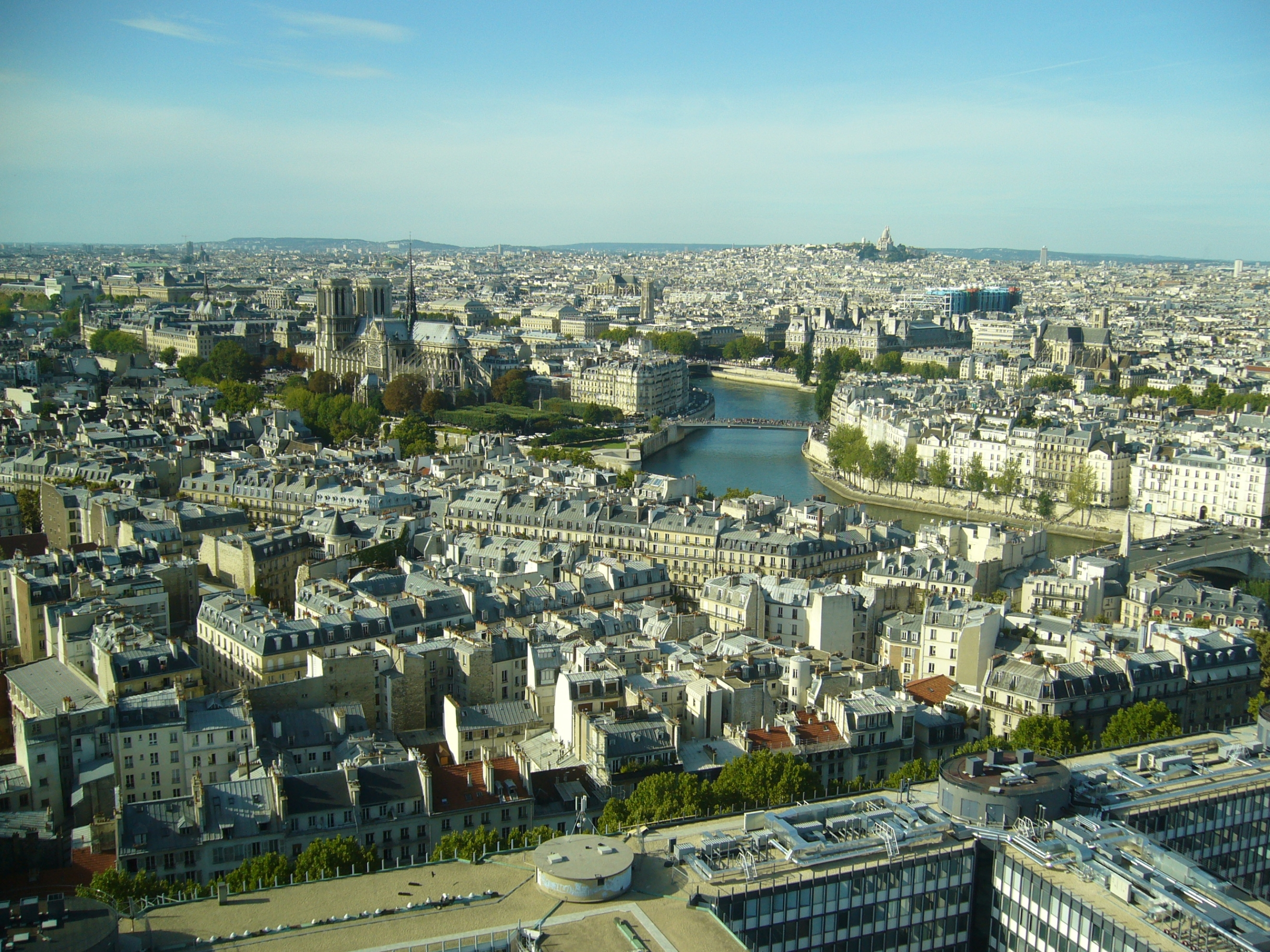
Vue depuis le 24e étage de la tour.

## Utilisation
La tour Zamansky héberge les services administratifs de Sorbonne-Université, nouvel établissement issu de la fusion de l'Université de Paris-IV et de l'Université de Paris-VI. Certaines salles sont louées (événements, tournages) : un espace de réception (salle panoramique, pour 120 à 140 personnes) et huit salles de réunion (une salle panorama pour 32 personnes au 23e étage, sept salles de 12 à 36 places au 10e étage). 